# Appartamenti monumentali

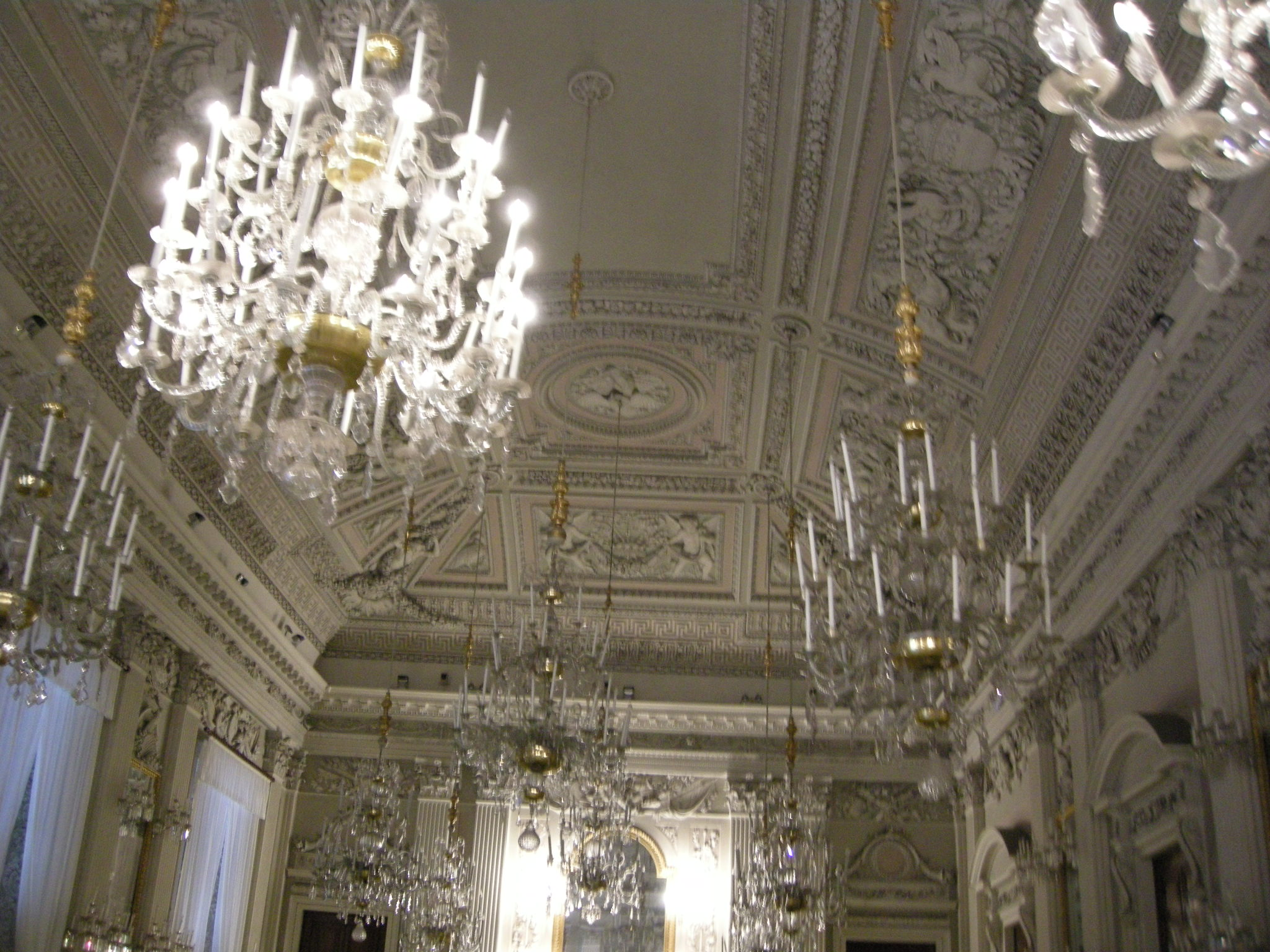

De appartamenti monumentali zijn een aantal museumzalen in het Palazzo Pitti, een museum in Florence dat ook de Galleria Palatina herbergt.
De voormalige appartementen hebben een weelderige inrichting en stammen uit de tijd van de renaissance. Ze werden bewoond door de familie Medici.
Ze bestaan onder andere uit:
- een troonzaal
- de slaapkamer van de koningin
- de slaapkamer van de koning
- een eetzaal